# La Presse (Монреаль)
«Пресс» (фр. «La Presse», читается как «Ля Прес», в переводе с французского — «Печать») — франкоязычная общественно-политическая газета, издающаяся в городе Монреаль и распространяется по всему Квебеке (Канада). Вместе с «Девуар» считается одной из ведущих франкоязычных газет Квебека (и в целом в Канаде).
Газета основана 20 октября 1884. Придерживается центристских и федералистских позиций. Последнее не мешает ей выступать в защиту французского языка.

## Ссылка
Официальный сайт газеты La Presse